# 21293 Fujimototoyoshi
21293 Fujimototoyoshi è un asteroide della fascia principale. Scoperto nel 1996, presenta un'orbita caratterizzata da un semiasse maggiore pari a 2,2970389 au e da un'eccentricità di 0,2352347, inclinata di 5,34259° rispetto all'eclittica.